# Roberto Bautista Agut
Roberto Bautista Agut (phát âm tiếng Tây Ban Nha: [roˈβeɾto βauˈtista aˈɣut];   sinh ngày 14 tháng 4 năm 1988) là một vận động viên quần vợt chuyên nghiệp người Tây Ban Nha.
Bautista Agut đã giành được chín danh hiệu đơn ATP (9 -7 trong các trận chung kết), lớn nhất là Giải vô địch quần vợt Dubai 2018, một giải đấu ATP 500. Trận chung kết lớn nhất của anh cho đến nay là Shanghai Masters 2016, trong trận đó anh thua Andy Murray. Kết quả tốt nhất của anh tại một giải đấu lớn là tại Giải vô địch Wimbledon 2019, nơi anh lọt vào bán kết.

## Sự nghiệp quần vợt

### Giải trẻ
Khi còn nhỏ, Bautista Agut đã lập một kỷ lục thắng / thua đơn là 41-13, đạt thứ hạng 47 trong bảng xếp hạng thế giới tay vợt trẻ vào tháng 7 năm 2006.

### 2009-2012: Pro tour nổi bật
Năm 2009, Bautista Agut đủ điều kiện tham gia giải đấu ATP 500 tại Valencia Open, tại đó anh thua Albert Montañés ở vòng đầu tiên.
Anh ấy đủ tiêu chuẩn cho lần xuất hiện Grand Slam đầu tiên của mình tại Úc mở rộng 2012. Anh tiếp tục thua ở vòng đầu tiên trước Ricardo Mello trong 2 set. Vào ngày 13 tháng 8 năm 2012, Bautista Agut lần đầu tiên lọt vào top 100 sau màn trình diễn mạnh mẽ trong các giải đấu Challenger. Anh đã lọt vào tứ kết cấp ATP đầu tiên của mình tại St. Petersburg vào cuối năm đó, thua Fabio Fognini.

### 2013: Chung kết giải chuyên nghiệp đầu tiên

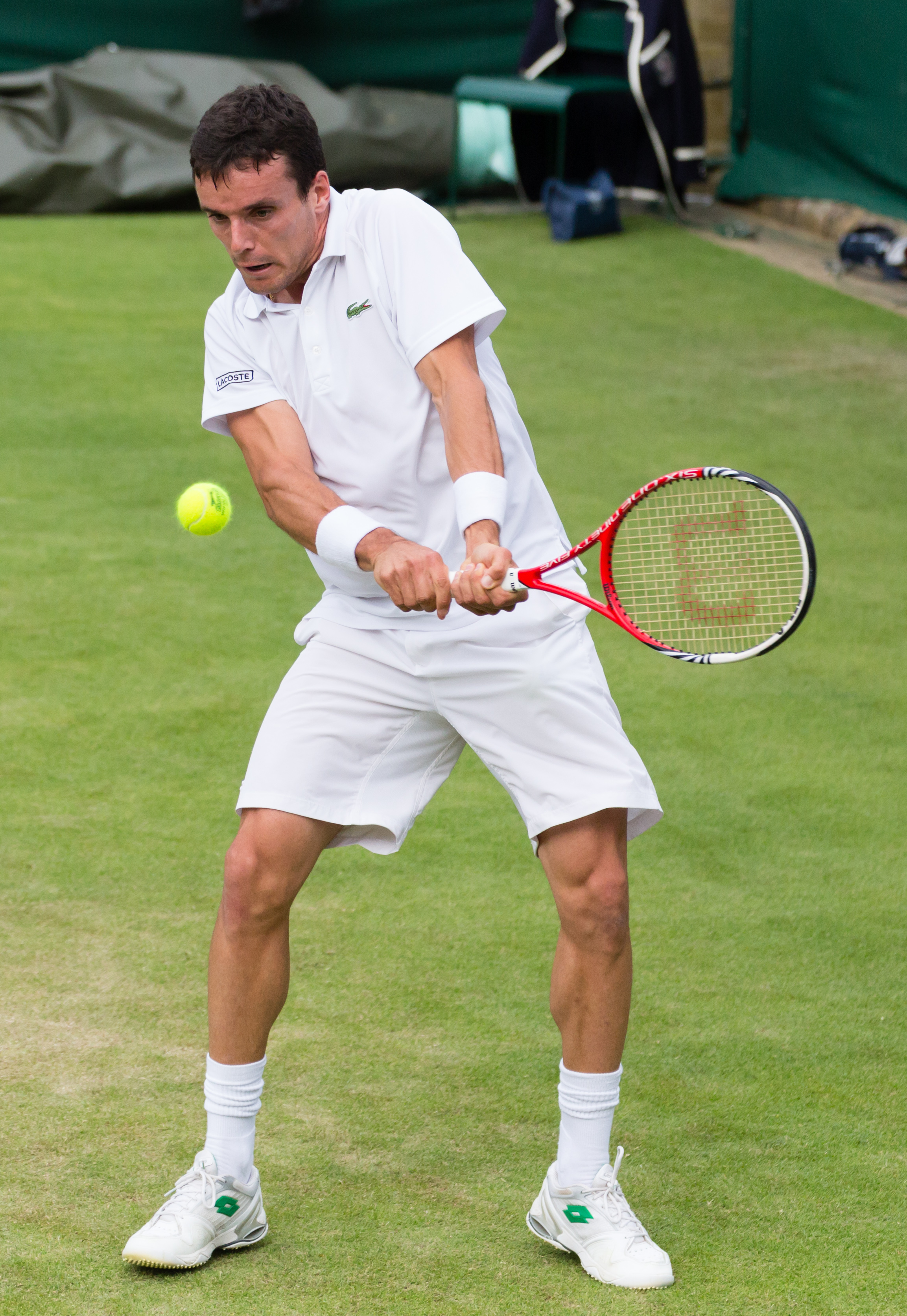
Tại Giải vô địch Wimbledon 2013

Giải đấu đầu tiên của anh năm 2013, tại Chennai, đã chứng kiến anh lọt vào trận chung kết ATP đầu tiên trong sự nghiệp. Bautista Agut đã đánh bại số 6 thế giới, Tomáš Berdych, ở tứ kết trong ba set và đối mặt với số 9 thế giới, Janko Tipsarević, trong trận chung kết, và anh thua sau khi thắng được set đầu tiên.
Bautista Agut sau đó theo dõi trận chung kết đầu tiên với sự nghiệp Grand Slam xuất sắc nhất tại sự nghiệp Úc mở rộng. Sau khi đánh bại Fabio Fognini trong trận đấu năm vòng đầu tiên, anh ta đã không thể vượt qua Jürgen Melzer ở vòng tiếp theo.
Tại Roland Garros, anh ấy đã tạo ra nhiều lịch sử hơn sau màn trình diễn vòng hai, điều này có nghĩa là anh ấy đã đạt được thành tích tốt nhất trong sự nghiệp mới, sau khi không thể vượt qua vòng loại tại các giải chính trong ba lần liên tiếp. Giải đấu của anh kết thúc sau khi thua tay vợt Pháp Jérémy Chardy.
Tại Topshelf Open, Bautista Agut đã vào đến tứ kết, trước khi thua Xavier Malisse.
Tại Wimbledon, anh tiếp tục xuất hiện ở vòng hai sau khi đánh bại tay vợt vượt qua vòng loại Nga Teymuraz Gabashvili ở vòng đầu tiên. Tuy nhiên, anh không thể đương đầu với thử thách đối đầu với thần tượng thời thơ ấu của mình, David Ferrer, ở vòng hai, thua sau bốn set.
Bautista Agut sau đó tham gia tại Cúp Mercedes ở Stuttgart. Anh đã lọt vào bán kết, nơi anh thua nhà vô địch cuối cùng Fabio Fognini. Vào ngày 15 tháng 7, lần đầu tiên Bautista Agut đã lọt vào top 50. Một tuần sau, thứ hạng của anh ấy được cải thiện nhờ một vị trí giúp anh ấy có được vị trí 48 - tốt nhất trong sự nghiệp.
Tại US Open, anh đảm bảo một màn trình diễn tốt nhất, và kết thúc với việc lọt vào vòng hai. Sau khi đánh bại Thomaz Bellucci ở vòng đầu tiên, anh phải đối mặt với Ferrer ở vòng hai, nơi Bautista Agut thua trong bốn set.
Anh kết thúc năm với một lần xuất hiện tứ kết khác tại St. Petersburg Open, với việc thua nhà vô địch cuối cùng Ernests Gulbis, ngăn tay vợt Tây Ban Nha cuối cùng tiến xa hơn trong giải đấu.
Kết thúc mùa giải 2013, Bautista Agut kết thúc với thứ hạng 58.

### 2014: Đột phá trong sự nghiệp: Hai danh hiệu đầu tiên và thứ hạng 15
Chiến dịch năm 2014 của anh bắt đầu tại Auckland, nơi anh vào đến trận bán kết Heineken Open. Anh đã thua hạt giống thứ ba và nhà vô địch cuối cùng, John Isner, sau khi giành chiến thắng ở set đầu tiên.
Bautista Agut bắt đầu Úc mở rộng với chiến thắng vòng đầu tiên, 3 set trắng trước người Mỹ vô danh Tim Smyczek. Trong vòng thứ hai, anh phải đối mặt với số 5 thế giới Juan Martín del Potro. Anh đã tạo ra một cú bất ngờ lớn nhất của giải đấu, khi đánh bại del Potro sau năm set để có được chiến thắng đầu tiên trong bảy trận đấu với một tay vợt hàng đầu.

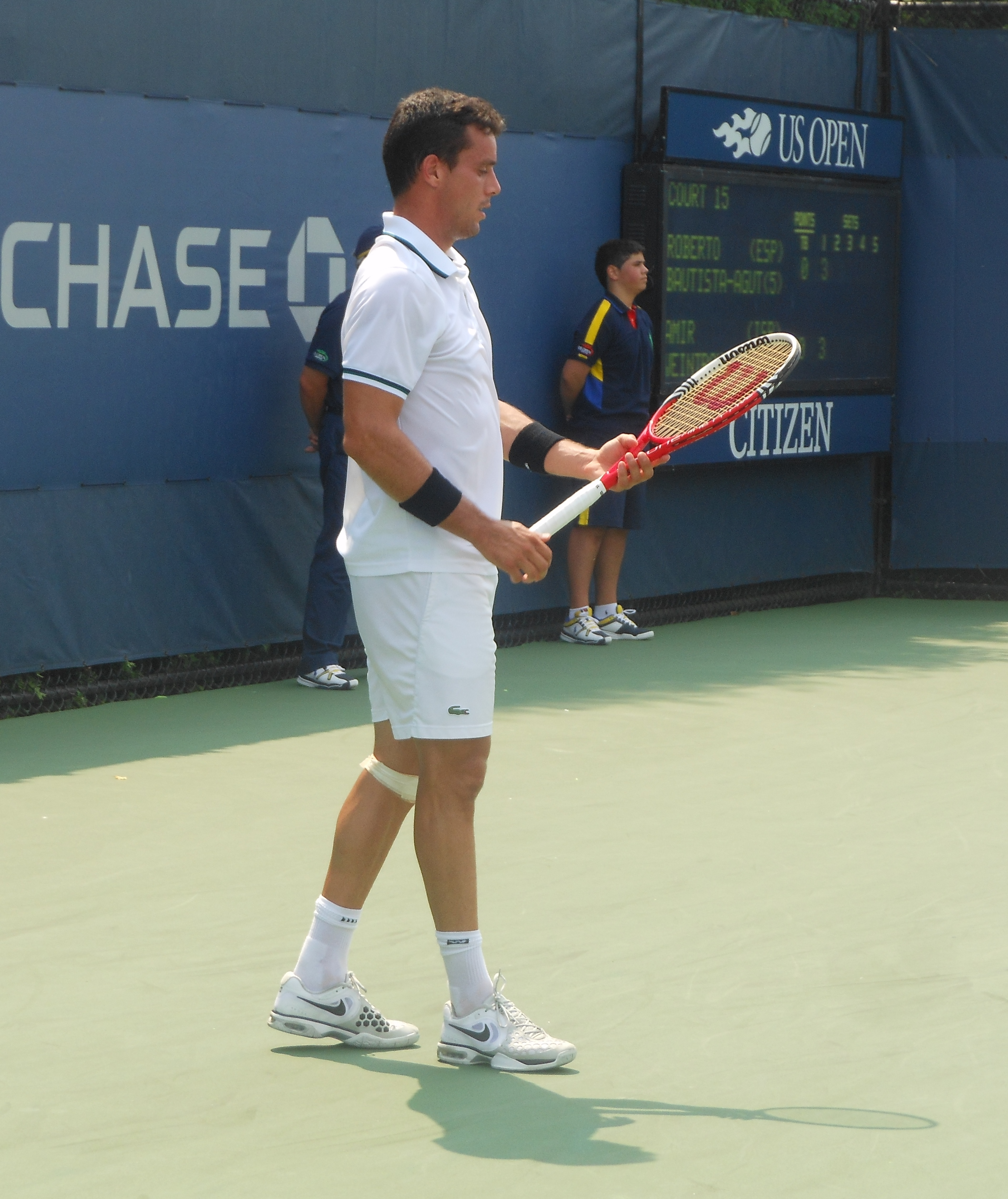
Bautista Agut tại US Open, 2012

Những màn trình diễn đáng ngạc nhiên của anh đã khiến anh được gọi vào đội tuyển Tây Ban Nha đối đầu với Đức tại Davis Cup. Bautista Agut đã thua cả hai trận trước Philipp Kohlschreiber và Daniel Brands. Đức thắng chung cuộc 4-1.